# Supercoppa italiana (calcio femminile)
La Supercoppa Italiana, ufficialmente chiamata Supercoppa Ferrovie dello Stato Italiane per ragioni di sponsorizzazione, è una competizione di calcio femminile istituita nel 1997 che vede annualmente contrapposte, all'inizio di ogni stagione sportiva, le prime due squadre classificate della Serie A e le due finaliste della Coppa Italia in una fase finale con due semifinali e una finale in campo neutro. 
Disputato sotto la giurisdizione della Federazione Italiana Giuoco Calcio, il torneo è organizzato dal Dipartimento Calcio Femminile della FIGC.
Al 2025 si sono tenute 28 edizioni di torneo; la squadra più titolata della competizione è la Torres, vincitrice di sette edizioni, cinque delle quali consecutive tra il 2009 e il 2013.

## Storia

Carolina Morace riceve da Natalina Ceraso Levati la prima Supercoppa nel 1997

La Supercoppa nacque nel 1997 per iniziativa della presidente della divisione femminile della LND, Natalina Ceraso Levati, ex calciatrice; la prima edizione si tenne nello stadio Belvedere di Bardolino e vide l'ormai disciolta formazione di Modena battere 3-1 Agliana e aggiudicarsi così la prima Supercoppa.
L'anno successivo il titolo fu vinto dal ACF Milan, la prima delle plurivincitrici del torneo ma anche tra quelle ormai scomparse come Torres (detentrice di una quota record di 7 titoli), Foroni Verona (due al pari del Milan), essendosi sciolte per fallimento o problemi finanziari; gli altri plurivincitori, Verona Women (vincitore di 4 titoli con le denominazioni di Bardolino e Bardolino Verona) e Brescia, sono al 2017 in attività.
Singolarmente, il Milan nel 2004 prese proprio il posto di una delle scomparse, il Foroni Verona campione d'Italia, escluso dalla Federcalcio nell'agosto 2004 per inadempienze finanziarie: al secondo posto figurava la Torres vincitrice della Coppa Italia, mentre al terzo il Milan che quindi andò a competere in luogo della squadra campione e perse 5-0 dalla formazione sarda.
Nelle edizioni 2020 e 2021 è stato adottato un nuovo formato, con quattro squadre partecipanti e una final four con due semifinale e una finale in campo neutro. Nel 2022 si è tornato al formato precedente.
A titolo statistico, soltanto in quattro occasioni la squadra vincitrice di scudetto e Coppa Italia ha vinto anche la Supercoppa: accadde nel 2000 e nel 2011 alla Torres, alla Juventus nel 2019 e nel 2007 al Bardolino Verona; quest'ultima, quando si chiamava ancora Bardolino, è a tutto il 2021 l'unica squadra ad avere vinto la Supercoppa senza avere vinto né scudetto né Coppa Italia: nel 2001, infatti, anno della sua prima vittoria, partecipò come finalista sconfitto di Coppa, ed ebbe ragione della Torres nella gara disputata a Rieti.

## Risultati
| Edizione | Vincitore (volta)    | Data              | Campione d'Italia | Vincitore o finalista di Coppa Italia | Risultato     | Sede                                          |
| -------- | -------------------- | ----------------- | ----------------- | ------------------------------------- | ------------- | --------------------------------------------- |
| 1997     | Modena (1)           | 20 settembre 1997 | Modena            | Agliana                               | 4-1 (dts)     | Bardolino, stadio Belvedere                   |
| 1998     | ACF Milan (1)        | 5 settembre 1998  | Modena            | ACF Milan                             | 0-4           | Montecatini Terme, stadio Mariotti            |
| 1999     | ACF Milan (2)        | 4 settembre 1999  | ACF Milan         | Ruco Line Lazio                       | 2-1           | Colle Val d'Elsa, stadio Gino Manni           |
| 2000     | Torres (1)           | 30 agosto 2000    | Torres            | ACF Milan                             | 4-3           | Misano Adriatico, Stadio Comunale Santamonica |
| 2001     | Bardolino (1)        | 1 settembre 2001  | Torres            | Bardolino                             | 2-3 (dts)     | Rieti, stadio Centro d'Italia                 |
| 2002     | Foroni Verona (1)    | 7 settembre 2002  | Enterprise Lazio  | Foroni Verona                         | 0-2           | Orvieto, stadio Luigi Muzi                    |
| 2003     | Foroni Verona (2)    | 5 settembre 2003  | Foroni Verona     | A.D. Decimum Lazio                    | 6-1           | Montecatini Terme, stadio Comunale            |
| 2004     | Torres (2)           | 4 settembre 2004  | ACF Milan         | Torres                                | 0-5           | Alghero, stadio Mariotti                      |
| 2005     | Bardolino (2)        | 3 settembre 2005  | Bardolino Verona  | Torres                                | 1-0           | Coverciano, Centro Tecnico Federale           |
| 2006     | Fiamma Monza (1)     | 2 settembre 2006  | Fiamma Monza      | Bardolino Verona                      | 1-0           | Saint-Vincent, stadio Comunale                |
| 2007     | Bardolino Verona (3) | 1 settembre 2007  | Bardolino Verona  | Torino                                | 1-0           | Monza, stadio G.A. Sada                       |
| 2008     | Bardolino Verona (4) | 6 settembre 2008  | Bardolino Verona  | Torres                                | 1-0           | Bardolino, stadio Belvedere                   |
| 2009     | Torres (3)           | 28 settembre 2009 | Bardolino Verona  | Torres                                | 1-2           | Taormina, stadio V. Bacigalupo                |
| 2010     | Torres (4)           | 29 agosto 2010    | Torres            | Reggiana                              | 2-0           | Umbertide, stadio R. Morandi                  |
| 2011     | Torres (5)           | 10 settembre 2011 | Torres            | Tavagnacco                            | 2-1           | Riccione, stadio Nicoletti                    |
| 2012     | Torres (6)           | 9 settembre 2012  | Torres            | Brescia                               | 2-1           | Imola, stadio Romeo Galli                     |
| 2013     | Torres (7)           | 14 settembre 2013 | Torres            | Tavagnacco                            | 2-1           | Bellaria-Igea Marina, stadio Nanni            |
| 2014     | Brescia (1)          | 27 settembre 2014 | Brescia           | Tavagnacco                            | 1-1 (4-3 dtr) | Montecchio Maggiore, stadio G. Cosaro         |
| 2015     | Brescia (2)          | 26 settembre 2015 | AGSM Verona       | Brescia                               | 0-0 (2-3 dtr) | Castiglione delle Stiviere, stadio Lusetti    |
| 2016     | Brescia (3)          | 28 settembre 2016 | Brescia           | AGSM Verona                           | 2-0           | Bassano del Grappa, Stadio Rino Mercante      |
| 2017     | Brescia (4)          | 23 settembre 2017 | Fiorentina        | Brescia                               | 1-4           | Forlì, Stadio Tullo Morgagni                  |
| 2018     | Fiorentina (1)       | 13 ottobre 2018   | Juventus          | Fiorentina                            | 0-1           | La Spezia, Stadio Alberto Picco               |
| 2019     | Juventus (1)         | 27 ottobre 2019   | Juventus          | Fiorentina                            | 2-0           | Cesena, Orogel Stadium-Dino Manuzzi           |
| 2020     | Juventus (2)         | 10 gennaio 2021   | Juventus          | Fiorentina                            | 2-0           | Chiavari, Stadio comunale                     |
| 2021     | Juventus (3)         | 8 gennaio 2022    | Juventus          | Milan                                 | 2-1           | Frosinone, Stadio Benito Stirpe               |
| 2022     | Roma (1)             | 5 novembre 2022   | Juventus          | Roma                                  | 1-1 (3-4 dtr) | Parma, Stadio Ennio Tardini                   |
| 2023     | Juventus (4)         | 7 gennaio 2024    | Roma              | Juventus                              | 1-2           | Cremona, Stadio Giovanni Zini                 |
| 2024     | Roma (2)             | 6 gennaio 2025    | Roma              | Fiorentina                            | 3-1           | La Spezia, Stadio Alberto Picco               |

## Statistiche

### Vincitrici e finaliste
| Squadra       | Numero di vittorie | Edizioni vinte                           | Finali perse           |
| ------------- | ------------------ | ---------------------------------------- | ---------------------- |
| Torres        | 7                  | 2000, 2004, 2009, 2010, 2011, 2012, 2013 | 2001, 2005, 2008       |
| AGSM Verona   | 4                  | 2001, 2005, 2007, 2008                   | 2006, 2009, 2015, 2016 |
| Juventus      | 4                  | 2019, 2020, 2021, 2023                   | 2018, 2022             |
| Brescia       | 4                  | 2014, 2015, 2016, 2017                   | 2012                   |
| ACF Milan     | 2                  | 1998, 1999                               | 2000, 2004             |
| Roma          | 2                  | 2022, 2024                               | 2023                   |
| Foroni Verona | 2                  | 2002, 2003                               | —                      |
| Fiorentina    | 1                  | 2018                                     | 2017, 2019, 2020, 2024 |
| Modena        | 1                  | 1997                                     | 1998                   |
| Fiamma Monza  | 1                  | 2006                                     | —                      |
| Lazio CF      | 0                  | —                                        | 1999, 2002, 2003       |
| Tavagnacco    | 0                  | —                                        | 2011, 2013, 2014       |
| Agliana       | 0                  | —                                        | 1997                   |
| Torino        | 0                  | —                                        | 2007                   |
| Reggiana      | 0                  | —                                        | 2010                   |
| Milan         | 0                  | —                                        | 2021                   |

### Migliori marcatrici
| Nome                  | Reti | Squadre                                                |
| --------------------- | ---- | ------------------------------------------------------ |
| Chiara Gazzoli        | 8    | 3 Foroni Verona, 2 Torres, 2 ACF Milan, 1 Fiamma Monza |
| Patrizia Panico       | 7    | 5 Torres, 2 Lazio CF                                   |
| Valentina Bergamaschi | 4    | 3 Brescia, 1 Milan                                     |
| Barbara Bonansea      | 4    | 1 Brescia, 3 Juventus                                  |
| Silvia Tagliacarne    | 4    | 3 Foroni Verona, 1 ACF Milan                           |
| Valentina Boni        | 3    | Bardolino Verona                                       |
| Pamela Conti          | 3    | Torres                                                 |
| Silvia Fuselli        | 3    | Torres                                                 |
| Melania Gabbiadini    | 3    | Bardolino Verona                                       |
| Moira Placchi         | 3    | 2 Foroni Verona, 1 Bardolino Verona                    |
| Cristiana Girelli     | 3    | Juventus                                               |
| Valentina Giacinti    | 3    | 2 Roma, 1 Milan                                        |

### Plurivincitrici
Statistiche aggiornate al 5 novembre 2022.
Elenco giocatrici vincitrici di almeno 3 titoli.
| Calciatrice          | Vittorie | Squadre                                                |
| -------------------- | -------- | ------------------------------------------------------ |
| Cristiana Girelli    | 11       | 3 Bardolino Verona, 4 Brescia, 4 Juventus              |
| Giorgia Motta        | 8        | 3 Bardolino Verona, 5 Torres                           |
| Patrizia Panico      | 8        | 1 Modena, 2 Bardolino Verona, 5 Torres                 |
| Silvia Fuselli       | 6        | 5 Torres, 1 Brescia                                    |
| Raffaella Manieri    | 6        | 1 Bardolino Verona, 4 Torres, 1 Brescia                |
| Elisabetta Tona      | 6        | 6 Torres                                               |
| Daniela Stracchi     | 6        | 1 Fiamma Monza, 5 Torres                               |
| Barbara Bonansea     | 6        | 3 Brescia, 3 Juventus                                  |
| Valentina Cernoia    | 6        | 3 Brescia, 3 Juventus                                  |
| Martina Rosucci      | 6        | 3 Brescia, 3 Juventus                                  |
| Fiorella Carboni     | 5        | 5 Torres                                               |
| Roberta D'Adda       | 5        | 1 Fiamma Monza, 1 Bardolino Verona, 3 Brescia          |
| Sandy Iannella       | 5        | 5 Torres                                               |
| Chiara Marchitelli   | 5        | 1 Fiamma Monza, 4 Brescia                              |
| Lisa Boattin         | 5        | 2 Brescia, 3 Juventus                                  |
| Sara Gama            | 5        | 2 Brescia, 3 Juventus                                  |
| Camelia Ceasar       | 5        | 4 Brescia, 1 Roma                                      |
| Laura Barbierato     | 4        | 1 Bardolino, 3 Bardolino Verona                        |
| Valentina Boni       | 4        | 4 Bardolino Verona                                     |
| Samantha Ceroni      | 4        | 2 ACF Milan, 1 Torres, 1 Fiamma Monza                  |
| Martina Cortesi      | 4        | 4 Torres                                               |
| Arianna Criscione    | 4        | 4 Torres                                               |
| Giulia Domenichetti  | 4        | 4 Torres                                               |
| Chiara Gazzoli       | 4        | 1 Foroni Verona, 1 Torres, 1 ACF Milan, 1 Fiamma Monza |
| Daniela Sabatino     | 4        | 4 Brescia                                              |
| Silvia Tagliacarne   | 4        | 2 ACF Milan, 2 Foroni Verona                           |
| Cecilia Salvai       | 4        | 1 Brescia, 3 Juventus                                  |
| Elisa Camporese      | 3        | 1 Foroni Verona, 1 Bardolino Verona, 1 Torres          |
| Arianna Caruso       | 3        | 3 Juventus                                             |
| Pamela Conti         | 3        | 3 Torres                                               |
| Fabiana Comin        | 3        | 1 Bardolino, 2 Foroni Verona                           |
| Fabiana Costi        | 3        | 2 Torres, 1 Brescia                                    |
| Alessia Fadda        | 3        | 3 Torres                                               |
| Melania Gabbiadini   | 3        | 3 Bardolino Verona                                     |
| Aurora Galli         | 3        | 1 Torres, 2 Juventus                                   |
| Tuija Hyyrynen       | 3        | 3 Juventus                                             |
| Veronica Maglia      | 3        | 3 Torres                                               |
| Sandy Maendly        | 3        | 3 Torres                                               |
| Sofie Junge Pedersen | 3        | 3 Juventus                                             |
| Linda Sembrant       | 3        | 3 Juventus                                             |
| Maria Sorvillo       | 3        | 2 Bardolino Verona, 1 Torres                           |
| Andrea Stašková      | 3        | 3 Juventus                                             |